# Двенадцать апостолов (линейный корабль, 1811)
«Двенадцать апостолов» — парусный линейный корабль Черноморского флота Российской империи, находившийся в составе флота с 1811 по 1832 год, один из трёх кораблей типа «Полтава», построенных на Херсонской верфи М. И. Суровцовым для Черноморского Флота. Во время несения службы использовался как учебное судна, а по окончании службы был разобран.

## Описание корабля
Один из трёх парусных 110-пушечных линейных кораблей типа «Полтава», строившихся в Херсоне с 1806 по 1814 год. Длина корабля между перпендикулярами составляла 57,9 метра, ширина — 15,9 метра, а осадка — 6,5—6,6 метра. Вооружение корабля составляли 110 орудий.
Корабль назван в честь библейских двенадцати апостолов и был последним из трёх парусных линейных кораблей российского флота, носивших это имя. До этого одноимённые корабли строились в 1788 году для Балтийского флота и в 1841 году для Черноморского.

## История службы
Корабль «Двенадцать апостолов» был заложен в Херсоне в 1808 году. К 1810 году корабль довести до спусковой стадии не успели из-за нехватки рабочих, поэтому спуск на воду состоялся в 1811 год. После чего корабль вошел в состав Черноморского флота и перешёл в Севастополь.
В 1812 году находился на Севастопольском рейде для обучения экипажа. В 1813 году выходил в практическое плавание в Чёрное море. После чего в море не выходил, стоял в Севастопольском порту.
Корабль «Двенадцать апостолов» разобран в 1832 году в Херсоне.

## Командиры корабля
- К. Ю. Патаниоти (1811—1822 годы).